# Bernhards (Fulda)
Bernhards is een plaats in de Duitse gemeente Fulda, deelstaat Hessen, en telt 547 inwoners (2002).